# Ivar F. Andresen
Ivar F. Andresen (Baerum, 27 juli 1896 – Stockholm, 6 november 1940) was een Noors/Zweeds zanger. Zijn stemvoering was bas. Hij was vooral bekend vanwege rollen in opera’s van Richard Wagner.

## Achtergrond
Ivar Frithjof Andresen werd geboren binnen het gezin van handelaar in manufacturen Anton Olaf Andresen en Nilsine Augusta Olsen. Als derde van vijf kinderen kreeg hij opleiding om zijn vader op te volgen. Hij groeide op in Vindern en had de familie van Michael Flagstad (waarin Kirsten Flagstad) als buren. Hij was bevriend met Ole Flagstad en het verhaal gaat dat hij tijdens kerstmis 1918 samen met Kirsten zong met Kirstens moeder Marie Flagstad achter de piano. Kirsten en Andresen zouden bevriend blijven, maar zeer zelden samen optreden. Zijn broer Henry Alf Andresen (geboren 1891) was eveneens zanger, die zong in de Opera Comique en het Nationaltheatret. Zijn zuster Ingeborg Antonie Andresen huwde Theodor Emil Stoltenberg, zij waren de ouders van politicus Thorvald Stoltenberg.
In 1920 huwde hij Greta Maria Westlin (1899-1985) en ze kregen in Torolf (geboren 1923) een zoon.

## Muziek
Andresen kreeg zijn muzikale opleiding van onder meer Halldis Ingebjart (Oslo), Gilles Bratt (Stockholm, tevens leraar van Kirsten Flagstad) en Siegfried Wagner (Bayreuth), de zoon van Richard Wagner. Op 18 november 1917 zong hij tijdens een muziekavond in Oslo, samen met Ruth Marcussen (piano) en Edvin Haug (viool). In Stockholm had hij zijn officiële operadebuut. Bij de voorloper van de Kunliga Operan, Kunglige Teatern, zong hij op 25 oktober 1919 de rol van de farao in Aida van Giuseppe Verdi. Van 1921 tot 1926 was hij verbonden aan dat operahuis. Vervolgens vertrok hij voor vijf jaar naar Dresden (Semperoper, 1926-1931) en Berlijn (Deutsche Oper Berlin, 1931-1935). Gedurende die jaren was hij ook te zien en te horen in het Bayreuth Festspielhaus, het Royal Opera House (1929) te Londen en de Metropolitan Opera te New York. Zijn debuut in New York vond plaats op 11 januari 1930 in de Metropolitan Opera, hij was de eerste Noorse zanger die dat wist te bereiken. Hij kreeg dermate goede kritieken, dat hij gedurende de seizoenen 1930-1932 diverse malen mocht terugkeren. In 1932 zong hij in Tristan en Isolde in het Nationaltheatret In 1939 stopte zijn zangcarrière in Duitsland vanwege het naziregime maar ook vanwege zijn matige gezondheid. Hij probeerde nog even zijn oude beroep als handelaar op te pakken, maar hij stierf in 1940 aan een hartinfarct.
Zijn stem is bewaard gebleven door diverse opnamen uit de periode 1922 tot 1930, eerst op 78 toerenplaten, later ook op compact discs. Voorts maakte hij in 1930 reclame voor Nidar IFA-hoesttabletten: "Blandt dens fornemste egenskaper er først og fremst den, at den forebygger tørrhet i hals og svelg. Jeg kan paa det varmeste anbefale denne pastill til sangere, talere, røkere og sportsmenn" (vrij vertaald: Ze voorkomen uitdroging van keel en keelholte; ik kan ze warm aanbevelen voor zangers, sprekers, rokers en sporters).
- Bibsys: 2033489
- Biblioteca Nacional de España: XX1704767
- Bibliothèque nationale de France: cb13890777b (data)
- Gemeinsame Normdatei: 128471867
- International Standard Name Identifier: 0000 0000 8108 9668
- Library of Congress Control Number: n84011264
- Nationale Bibliotheek van Letland: 000174763
- MusicBrainz: a24a1dcd-30ec-43ee-b588-b62f7644b15e
- Nationale Bibliotheek van Tsjechië: mzk2014844577
- Nationale bibliotheek van Australië: 35756780
- Trove: 1073432
- Virtual International Authority File: 29717143
- WorldCat: E39PBJrGyJWYKb9hTmMpPhrrMP